# Château de la Serraz
Le château de la Serraz est un ancien château fort, du XIVe siècle, centre de la seigneurie de la Serra, qui se dresse sur la commune de Seillonnaz dans le département de l'Ain en région Auvergne-Rhône-Alpes.
Le château fait l’objet d’une inscription partielle au titre des monuments historiques par arrêté du 30 mai 1978. Seuls les façades et toitures sont inscrits.

## Situation
Le château de la Serraz est situé dans le département français de l'Ain sur la commune de Seillonnaz, sur un coteau.

## Histoire
Le premier à avoir porté le titre de seigneur de la Serra est le chevalier Amblard de Briord. Il ne s'agissait à l'origine que d'une maison noble sans justice. Le 17 février 1327 il cède au dauphin de Viennois Guigues VIII, comte d'Albon, les hommes, cens, servis qu'il avait en toute justice dans la seigneurie et le mandement de Saint-André de Briord, en échange de quoi il reçoit du Dauphin toute la paroisse de Seillonas (Seillonnaz) avec les hommes, cens en toute justice, haute, moyenne et basse, de laquelle dépendait la maison de la Serra et qu'il reconnaît dès lors tenir en fief du Dauphin. Sont présents : Guy de Grolée, seigneur de Neyrieu ; Humbert de Cholay et Rodolphe de Commiers, chevaliers, avec le consentement d'Henri Dauphin, baron de Montaubanet de Meuillon.
Pendant un temps les seigneurs de Montdragon et de la Balme d'Andert en ont eu partiellement la possession avant que Claude de Briord, seigneur de la Serra et de la Cras n'en réunisse toutes les parts devenant ainsi l'unique seigneur.